# Napitz
Napitz är en ort i Mexiko.   Den ligger i kommunen Chalchihuitán och delstaten Chiapas, i den sydöstra delen av landet, 700 km öster om huvudstaden Mexico City. Napitz ligger 1 029 meter över havet och antalet invånare är 122.
Terrängen runt Napitz är kuperad österut, men västerut är den bergig. Runt Napitz är det ganska tätbefolkat, med 134 invånare per kvadratkilometer. Närmaste större samhälle är Simojovel de Allende, 16,2 km nordväst om Napitz. Omgivningarna runt Napitz är en mosaik av jordbruksmark och naturlig växtlighet.